# Brandy és Mr. Bajusz
A Brandy és Mr. Bajusz (eredeti cím: Brandy and Mr. Whiskers) amerikai televíziós rajzfilmsorozat, amelyet Russell Marcus készített a Disney Channel számára 2004-ben. A műsor 2 évadot élt meg 39 epizóddal. Az Egyesült Államokban 2004. augusztus 21-étől 2006. augusztus 25-éig ment. Magyar bemutató ismeretlen. Természetesen a Disney Channel sugározta, 22 perces egy epizód. A Brandy és Mr. Bajusz egyik epizódja megtalálható volt a "Disney Channel Favorites 2" című Game Boy Advance-videó lemezen.

## Ismertető
A műsor egy Brandy nevű kutya-lányról és egy Mr. Bajusz nevű nyúlról szól, akik jó barátok és együtt élnek az amazon-esőerdőben. Eleinte nem kedvelték egymást, de a sorozat eseményei alatt megkedvelték egymást. Megbarátkoztak az erdő többi lakójával is, de természetesen ellenségeket is szereztek.

## Epizódok
1. Mr. Bajusz elsö barátja (7. december 2009)
2. Botcsinálta dadus (7. december 2009) (Szereplök: Mama Krokodil)
3. Sziránoszaurusz Rex (8. december 2009) (Szereplök: Isabelle, Gina)
4. Irány a Hold, Bajusz (8. december 2009) (Szereplök: Boris)
5. Többet ésszel, mint ész nélkül (9. december 2009) (Szereplök: Lester)
6. Az el nem alvás (9. december 2009)
7. A divatdiktátor (14. december 2009) (Szereplök: Mr. Lajhár)
8. Boldog szülinapot (14. december 2009)
9. Tuti Nyuszi (15. december 2009)
10. Banán köztársasjáték (15. december 2009)
11. Megvadult majmok (16. december 2009)
12. Csacsi-pacsi (16. december 2009) (Szereplök: Lorenzo)
13. Kígyóbörbe bújt nyúl (21. december 2009) (Szereplök: A Vic)
14. Nyúl a hátamon (21. december 2009) (Szereplök: Arturo)
15. Boldog nyúl stopók (22. december 2009)
16. Vak törekvést (22. december 2009)
17. Kedves napló (23. december 2009) (Szereplök: Tarantula, Marvin)
18. A szuperhös (23. december 2009)
19. A fiber (28. december 2009)
20. A kishangyak (28. december 2009) (Szereplök: Örmester)
21. A vámpirdenevér (29. december 2009) (Szereplök: Vlad)
22. A majom mancs (29. december 2009)
23. Egy fa nyuszi (30. december 2009)
24. A nagy játék (30. december 2009)
25. A Bajusz, a Lola, a Cheryl és Meryl (4. január 2010) (Szereplök: Sánta)
26. Törszkönyv (5. január 2010) (Szereplök: Gabriella)
27. A bögö nyuszi (5. január 2010) (Szereplök: A bögö majmok)
28. Rossz Nyúl nap (6. január 2010) (Szereplök: Fernando)
29. Mancs és rendelés (6. január 2010)
30. Egy fajta (11. január 2010) (Szereplök: Tiffany Turlington)
31. Hiszem a nyuszi (11. január 2010) (Szereplök: Bátyja Slim)
32. Rossz Brandy (12. január 2010)
33. Kéttö fejek nem jobban mint egy (12. január 2010) (Szereplök: Mr. Két és Mr. Három)
34. Baj (13. január 2010)
35. Megtérülési (13. január 2010)
36. Mini Bajusz (14. január 2010) (Szereplök: Poncho)
37. Rádió Nyuszi (14. január 2010)
38. Az elöadás (15. január 2010)
39. Bajusz a nagy (15. január 2010)
40. Bolondos Kedd (18. január 2010) (Szereplök: Dr. Phyllis)
41. Az agy létezését (18. január 2010)

## Szereplők
- Brandy Harrington (Kaley Cuoco)
- Mr. Bajusz (Charlie Adler, magyar hangja Seszták Szabolcs)
- Lola Boa (Alanna Ubach)
- Cheryl és Meryl (Sherri Shepherd)
- Ed (Tom Kenny)
- Gaspar Le'Gecko (André Sogliuzzo)
- Margo (Jennifer Hale)
- A majmok (Tom Kenny és Jeff Bennett)
- Lester (Bob Rubin)
- Bajusz Brain (Charlie Adler)
- Harold (Dee Bradley Baker)
- Mr. Lustaság (André Sogliuzzo)
- Gabriella (Kath Soucie és Grey DeLisle)
- A Makimajom (Tara Strong)
- Melvin (A.J. Trauth)
- A Vic (Thomas Lennon)
- Wolfie Lobito (Diedrich Bader)
- Mama Krokodil (Kerri Kenney)
- Tito a Samba Majom (Nestor Carbonell)
- Mr. Cantarious (Wayne Knight)
- Isabelle (Jennifer Hale)
- Dr. Phyllis (Hallie Todd)
- Gina (Jennifer Hale)
- Tiffany Turlington (Amy Davidson)
- Poncho (Grey DeLisle)
- Sandy Carington (Sara Rue)
- Mr. Frisky (Charlie Schlatter)